# يان كلاركسون
يان كلاركسون (بالإنجليزية: Ian Clarkson) هو لاعب كرة قدم بريطاني، ولد في 4 ديسمبر 1970 في سوليهل في المملكة المتحدة. لعب مع برمنغهام سيتي وستوك سيتي وفوريست غرين ونادي نورثامبتون تاون.

## وصلات خارجية
- يان كلاركسون على موقع قاعدة بيانات كرة القدم.إي يو (الإنجليزية)
- يان كلاركسون على موقع Soccerbase.com (لاعب) (الإنجليزية)